# Темна (Голишмановський міський округ)
Те́мна (рос. Тёмная) — присілок у складі Голишмановського міського округу Тюменської області, Росія.
Населення — 7 осіб (2010, 6 у 2002).
Національний склад станом на 2002 рік:
- росіяни — 100 %